# Басов, Виктор Семёнович
Ви́ктор Семёнович Ба́сов (3 октября 1901 — 19 декабря 1946) — русский советский театральный художник-оформитель; декоратор.

## Биография
Виктор Басов родился в 1901 году. В 1926 году окончил Театрально-декорационную мастерскую Ленинградского художественно-промышленного техникума. Театральную деятельность начал в 1921 году в Усть-Каменогорском Народном доме в качестве художника и актёра.
В дальнейшем работал художником-оформителем, преимущественно в театрах Ленинграда. Оформил спектакли:
- в Театре-студии под руководством С. Э. Радлова
  - «Ромео и Джульетта» (1933)
  - «Отелло» (1934)
  - «Далёкое» Афиногенова (1936)
- в Малом оперном театре
  - «Проданная невеста» Сметаны (1937)
- в Театре музыкальной комедии
  - «Свадьба в Малиновке» Б. А. Александрова (1938)
- в Большом драматическом театре
  - «Человек с ружьём» Николая Погодина (1938) и другие

Создал декорации к спектаклям:
- «Отелло» (1935, московский Малый театр),
- «Мера за меру» Шекспира (1936, Харьковский театр русской драмы) и другие.

Ряд декораций Виктор Басов создал совместно с художницей Валентиной Ходасевич:
- «Фауст» (1941, Ленинградский театр оперы и балета им. Кирова)
- «Горе от ума» (1946, Ленинградский театр драмы им. Пушкина) и другие.

В своей работе Виктор Басов использовал декоративно-объёмную обобщённую установку, разнообразные по фактуре материалы, щедро вводил в действие вещи и предметы. Его декорации способствовали созданию исторической атмосферы действия. Особенно эти качества были заметны в работах Басова над шекспировскими постановками.
Помимо театральной работы, в 1920-30-е художника привлекали к праздничному оформлению Ленинграда.
После начала Великой Отечественной войны, осенью 1941 года, вместе с Валентиной Ходасевич и её мужем художником Андреем Дидерихсом (1884—1942) был отправлен в эвакуацию в Ташкент.

Первый поход Басова на Аллайский базар был странным. Пошел за курицей, рисом и помидорами, а вернулся смущенный с большим свертком – огромное старинное сюзане. Повесили на стену и голодные любовались. Это сюзане я недавно подарила моим друзьям Капицам – висит у них на даче на Николиной горе.
— из воспоминаний Валентины Ходасевич
Виктор Басов долгое время болел туберкулёзом и скончался в декабре 1946 года.

## Семья
В 1946 году, незадолго до смерти, Виктор Басов женился на своей давней подруге Валентине Ходасевич.